# 슨푸

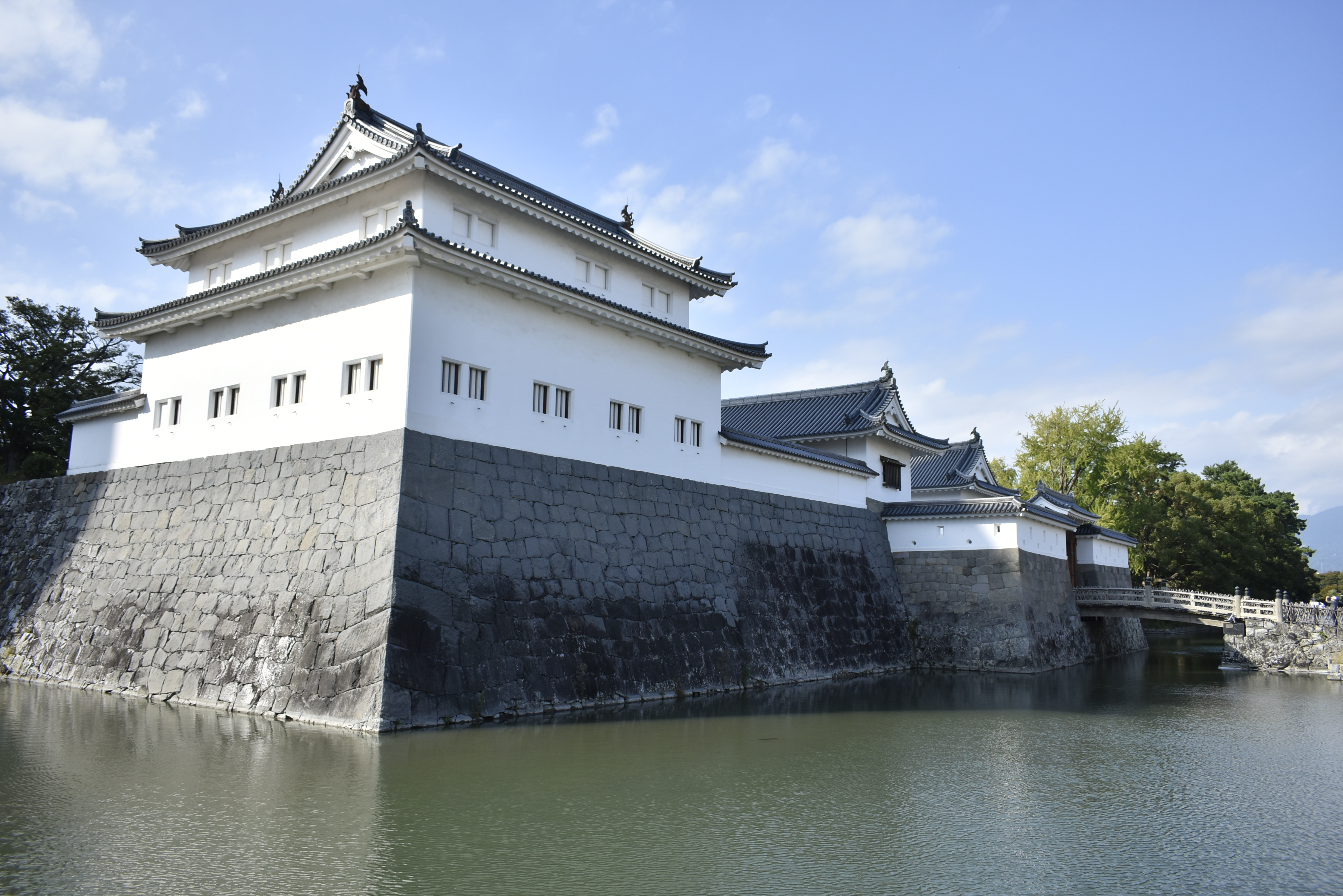

슨푸(駿府)는 스루가국 국부에 있는 도시이다.